# Zbigniew Girzyński
Zbigniew Girzyński (ur. 17 marca 1973 w Sierpcu) – polski polityk, historyk i nauczyciel akademicki. Doktor habilitowany nauk humanistycznych, profesor uczelni na Uniwersytecie Mikołaja Kopernika w Toruniu, poseł na Sejm V, VI, VII i IX kadencji.

## Życiorys

### Młodość
Syn Włodzimierza i Heleny. Wychowywał się w miejscowości Dąbrówki w gminie Bieżuń. W 1988 ukończył Szkołę Podstawową w Bieżuniu, a w 1992 zdał maturę w Niższym Seminarium Duchownym w Płocku.

### Wykształcenie i działalność naukowa
W latach 1992–1997 studiował historię na Uniwersytecie Mikołaja Kopernika w Toruniu, uzyskując tytuł zawodowy magistra. W latach 1997–2001 odbył studia doktoranckie na tej samej uczelni. W 2001 obronił pracę doktorską poświęconą stosunkom polsko-francuskim w latach 1945–1950 i podjął pracę jako wykładowca w Instytucie Historii i Archiwistyki Uniwersytetu Mikołaja Kopernika w Toruniu oraz w Wyższej Szkole Humanistyczno-Ekonomicznej we Włocławku. Autor wielu artykułów i książek o tematyce historycznej. W 2002 uzyskał stypendium Polonia Aid Foundation Trust. Zajmuje się historią XX wieku ze szczególnym uwzględnieniem polskiej polityki zagranicznej, dziejów Polonii i emigracji politycznej po 1945. Członek Polskiego Towarzystwa Historycznego i Włocławskiego Towarzystwa Naukowego. W 2019 w Wyższej Szkole Handlu i Usług w Poznaniu ukończył studia podyplomowe, a na UMK uzyskał stopień doktora habilitowanego w dziedzinie nauk humanistycznych w dyscyplinie historia. W tym samym roku powołany na stanowisko profesorskie na UMK.

### Działalność społeczna i publicystyczna
W okresie szkoły podstawowej i średniej ministrant, zaangażowany w Ruch Światło-Życie i Krucjatę Wyzwolenia Człowieka. W okresie studiów zaangażowany w toruńskie duszpasterstwo akademickie (redemptorystów, a następnie jezuitów).
Zajmował się także dziennikarstwem i publicystyką. W latach 1993–1995 współpracownik Radia Maryja. Był zastępcą redaktora naczelnego, a następnie redaktorem naczelnym oraz felietonistą toruńskiego miesięcznika regionalnego „PULS”. Członek Stowarzyszenia Dziennikarzy Polskich. W 2007 objął funkcję prezesa Klubu Sportowego Pomorzanin Toruń.

### Działalność polityczna
Należał do grupy reaktywującej Niezależnego Zrzeszenia Studentów na UMK w latach 90., w latach 1996–1997 pełnił funkcję wiceprzewodniczącego Komisji Uczelnianej NZS na UMK.
W latach 1996–2001 był członkiem Ruchu Odbudowy Polski. Pełnił funkcje m.in. rzecznika prasowego Federacji Młodych ROP, członka rady naczelnej i zarządu głównego ROP. W wyborach samorządowych w 1998 bezskutecznie kandydował do rady miasta Torunia z listy komitetu Chrześcijańska Prawica. W 2001 przystąpił do Prawa i Sprawiedliwości. W latach 2002–2003 był prezesem PiS w województwie kujawsko-pomorskim, a w latach 2003–2004 pełnił obowiązki wiceprezesa PiS w tym regionie. Od 2002 był członkiem rady politycznej PiS. W wyborach samorządowych w tym samym roku bez powodzenia ubiegał się o mandat radnego sejmiku kujawsko-pomorskiego z listy koalicji POPiS.
Z listy Prawa i Sprawiedliwości w 2004 bez powodzenia kandydował do Parlamentu Europejskiego. W 2005 został wybrany na posła na Sejm w okręgu toruńskim. W V kadencji był sekretarzem Klubu Parlamentarnego PiS, wiceprzewodniczącym Komisji Edukacji, Nauki i Młodzieży, członkiem Komisji Spraw Zagranicznych oraz Delegacji Parlamentarnej RP do Zgromadzenia Parlamentarnego Rady Europy, a także członkiem Komisji Nadzwyczajnej do rozpatrzenia projektów ustaw o zmianie ustawy o Instytucie Pamięci Narodowej – Komisji Ścigania Zbrodni przeciwko Narodowi Polskiemu oraz projektu ustawy o ujawnianiu informacji o dokumentach organów bezpieczeństwa państwa komunistycznego. Pełnił funkcję przewodniczącego Parlamentarnego Zespołu Miłośników Historii.
W wyborach parlamentarnych w 2007 po raz drugi uzyskał mandat poselski, otrzymując 22 159 głosów. W wyborach do Sejmu w 2011 z powodzeniem ubiegał się o reelekcję, dostał 24 907 głosów. W grudniu 2014 zrezygnował z członkostwa w PiS i w klubie parlamentarnym tej partii.
W wyborach parlamentarnych w 2015 wystartował jako niezależny kandydat do Senatu. W 2019 ponownie ubiegał się o mandat eurodeputowanego z listy Prawa i Sprawiedliwości. W tym samym roku ponownie został członkiem tej partii i wyborach parlamentarnych został wybrany z jej ramienia do Sejmu, otrzymując w okręgu toruńskim 12 293 głosy. W IX kadencji zasiadł w Komisji Finansów Publicznych oraz Komisji Edukacji, Nauki i Młodzieży.
26 stycznia 2021 decyzją prezesa Prawa i Sprawiedliwości Jarosława Kaczyńskiego został zawieszony w prawach członka partii, na początku czerwca tego samego roku został jednak przywrócony w prawach członka. 25 czerwca 2021 ogłosił wystąpienie z KP PiS i powołanie koła poselskiego Wybór Polska, którego został sekretarzem; koło to uległo rozwiązaniu w lipcu 2021. W tym samym miesiącu polityk dołączył do koła Polskie Sprawy. W wyborach w 2023 nie uzyskał poselskiej reelekcji (startując ponownie z listy PiS).

## Życie prywatne
W 1998 zawarł związek małżeński z Beatą, ma syna Michała (ur. 2000). Odznaczony Missio Reconciliationis.

## Publikacje książkowe
- Stosunki polsko-francuskie 1945–1950 (polityka – gospodarka – kultura), Włocławek 2003, ss. 125.
- Polska-Francja 1945–1950, Toruń 2005, ss. 284.
- Towarzysze męczeńskiej drogi Błogosławionego ks. Wincentego Frelichowskiego. Losy duchowieństwa diecezji chełmińskiej w latach 1939–1945, Toruń 2005, ss. 257.
- Śpiący Rycerz. Historia Grobu Nieznanego Żołnierza, Toruń 2009, ss. 101.
- Józef Piłsudski (1867–1935). Człowiek, żołnierz, polityk, red. Zbigniew Girzyński, Jarosław Kłaczkow, Toruń 2016, ss. 449.
- Miasta, regiony i ludzie. Studia i szkice z historii powszechnej i Polski w XX wieku, red. Ryszard Kozłowski, Zbigniew Girzyński, Mirosław Golona, Toruń 2016, ss. 524.
- Akt 5 listopada 1916 roku i jego konsekwencje dla Polski i Europy, red. Jarosław Kłaczkow, Krzysztof Kania, Zbigniew Girzyński, Toruń 2016, ss. 476.
- Pogranicze cywilizacji. Współczesne wyzwania Azji Centralnej i Kaukazu, red. Joanna Marszałek-Kawa, Zbigniew Girzyński, Toruń 2017, ss. 332.
- Londyńska reduta. T. 1: Władysław Raczkiewicz (1885–1947), red. Jarosław Kłaczkow, Mirosław Golon, Krzysztof Kania, Zbigniew Girzyński, Toruń 2017, ss. 334.
- Londyńska reduta. T. 2: Prezydenci RP na Uchodźstwie i działalność naukowa polskiej emigracji niepodległościowej, red. Jarosław Kłaczkow, Mirosław Golon, Krzysztof Kania, Zbigniew Girzyński, Toruń 2017, ss. 271.
- Depozyt Niepodległości. Rada Narodowa RP na uchodźstwie (1939–1991), red. Zbigniew Girzyński, Paweł Ziętara, Toruń 2018, ss. 425.
- „Nie wierząc nam, że chcieć – to móc…” Legiony i ich wpływ na sprawę polską w latach 1914–1918, red. Zbigniew Girzyński, Jarosław Kłaczkow, Toruń 2018, ss. 408.
- Między Londynem a Warszawą. Polacy we Francji w polityce rządu uchodźczego i władz Polski Ludowej w latach 1944–1956, Toruń 2018, ss. 869.
- Pomorze Gdańskie i ziemia chełmińska w drodze do Niepodległej (1914–1920), red. Zbigniew Girzyński, Igor Hałagida, Jarosław Kłaczkow, Toruń 2019, ss. 322.
- W drodze do Niepodległej… Dylematy, działania i programy polityczne Polaków i Czechów w latach 1914–1918, red. Zbigniew Girzyński, Jarosław Kłaczkow, Aleš Zářický, Toruń 2019, ss. 370.
- „Zanim zbudowano Gdynię...” Wpływ odrodzenia państwa w 1918 roku na procesy modernizacyjne ziem polskich, red. Zbigniew Girzyński, Jarosław Kłaczkow, Tomasz Łaszkiewicz, Przemysław Olstowski, Toruń 2020, ss. 364.
- Fundamenty Niepodległej. Sejm Ustawodawczy (1919–1922), red. Zbigniew Girzyński, Jarosław Kłaczkow, Jan Żaryn, Toruń 2020, ss. 574.
- Senat II Rzeczypospolitej (1922–1939) „rzecznik rozsądku, rozwagi i miary”, red. Zbigniew Girzyński, Jarosław Kłaczkow, Jan Żaryn, Toruń 2020, ss. 345.
- Zwycięski pokój czy rozejm na pokolenie? Traktat ryski z perspektywy 100 lat, red. Zbigniew Girzyński, Jarosław Kłaczkow, Warszawa 2022, ss. 510.
- Premierzy i ministrowie Rzeczypospolitej Polskiej 1918–1939, red. Zbigniew Girzyński, Jarosław Kłaczkow, Wojciech Piasek, Warszawa 2023, ss. 756.
- Ład wersalski i zmiany terytorialne w Europie po I wojnie światowej, red. Zbigniew Girzyński, Jarosław Kłaczkow, Warszawa 2024, ss. 640.
- Between London and Warsaw. Poles in France in the Policy of the Government in Exile and the Authorities of the Polish People's Republic in 1944–1956, Toruń 2024, ss. 876.